# Great Ponton
Great Ponton – wieś w Anglii, w hrabstwie Lincolnshire, w dystrykcie South Kesteven. Leży 43 km na południe od Lincoln i 153 km na północ od Londynu.